# Juan Antonio Zelaya
Juan Antonio Zelaya y Vergara (Miranda de Arga, 9 de mayo de 1712-Popayán, 14 de marzo de 1776) fue un militar, diplomático y político español. Fue el primer Gobernador de Guayaquil (1764-1772), durante el Fuego Grande que arrasó la ciudad el 10 de noviembre de 1764. Apaciguó la sublevación de los Barrios de Quito en 1765. Fue Presidente interino de la Audiencia de Quito (17 de mayo de 1765), gobernador y Superintendente de la Real Casa de la Moneda de Popayán (1 de abril de 1770).

## Carrera militar
Nacido en Miranda de Arga, Navarra, en el seno de una familia noble originaria de Alsasua, ingresó en 1737 como cadete del Regimiento de Caballería de Brabante, iniciando así una brillante carrera militar, diplomática y política que se desarrolló en sus episodios más notables en el virreinato de Nueva Granada.
Su hoja de servicios fue brillante en los primeros años de su carrera como consta por numerosos documentos. Sirviendo en el Condado de Niza desde 1744 hasta el 13 de febrero de 1749, tomó parte en el ataque de las trincheras de Villafranca de Niza, en el Castillo de Dumont, en la plaza de Cuneo y en la batalla de Madonna del Olmo, el 30 de septiembre de 1744.

## Carrera política y diplomática
Siendo teniente coronel del segundo batallón del regimiento de Navarra con plaza en Cartagena, por Real cédula de Carlos III de 8 de diciembre de 1762 dirigida al Virrey fray Pedro Mesía de la Cerda, este nombró a Zelaya primer Gobernador de Guayaquil el 11 de octubre de 1763, cargo que desempeñó entre 1764 y 1772. En esta época se vivió el Fuego Grande de 1764, una tragedia de grandes proporciones en la que Zelaya se destacó en sus esfuerzos por mitigarla lo antes y mejor posible, llegando a acoger a familias en su casa. Interrumpió el ejercicio de su cargo por orden del Virrey para desplazarse a Quito al mando de una guarnición y poner fin al levantamiento de sus barrios en la llamada Revolución de los Estancos, o «Motines del aguardiente y la aduana», de Quito. La sublevación se produjo motivada por una serie de factores —la sequía, los terremotos, los bajos salarios, las deudas...— que, unidos a las irregularidades de las autoridades, provocaron una revolución mestiza contra los españoles.
A pesar de que quedó abolido el estanco y el impuesto de aduana, la revuelta continuó, siendo tomado el Palacio de la Audiencia. Todo ello provocó la presencia de un jefe militar al mando de un batallón del ejército que se hiciera con el control de la ciudad. El 1 de septiembre de 1766 Zelaya entró en Quito pacíficamente como presidente de la Audiencia, gobernador interino y capitán general, junto con los españoles expulsados un año antes. Tras la pacificación volvió a Guayaquil siendo nombrado Gobernador y Superintendente de la Real Casa de la Moneda de Popayán, título expedido en El Pardo el 1 de abril de en 1770.
Fue nombrado Presidente de la Audiencia, cargo que desempeñó interinamente (A.G.1. Sev en la sección V, X, Audiencia de Quito, 17 de mayo de 1765).
El Virrey Pedro Mesía de la Cerda le otorgó el título de Presidente interino de Quito con fecha de 17 de mayo de 1766.
Durante este período ejerció sus responsabilidades en calidad de Duque de Quito como comandante general militar y político de dicha provincia, y así lo dice en latín en el cuadro en que se destaca su trayectoria profesional; obra con aportaciones artísticas al uso en la época, en las que se narra simbólicamente tanto la zona entonces provincia española, como en particular los cargos y méritos que concurrieron en la persona de su protagonista.

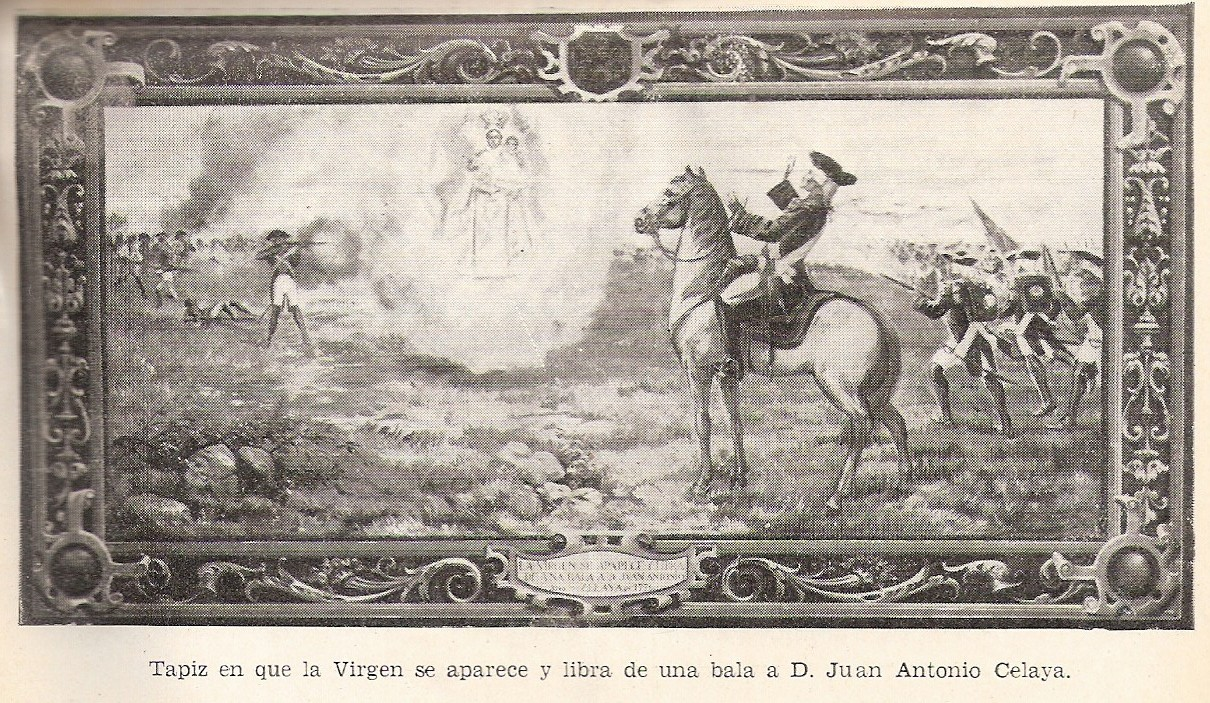
Tapiz en que la Virgen salva de una bala a Juan Antonio Zelaya.

## Aspectos religiosos
Clásico en la etapa de la historia que nos ocupa, Juan Antonio Zelaya donó la actual imagen de la Virgen del Castillo, patrona de su pueblo natal de Miranda de Arga, que preside a fecha de hoy el retablo barroco de la iglesia de la Villa, y en cuya ermita se conserva también un tapiz que narra un suceso milagroso en que la Virgen le salvó de una bala enemiga en el campo de batalla.